# ウェットティッシュ

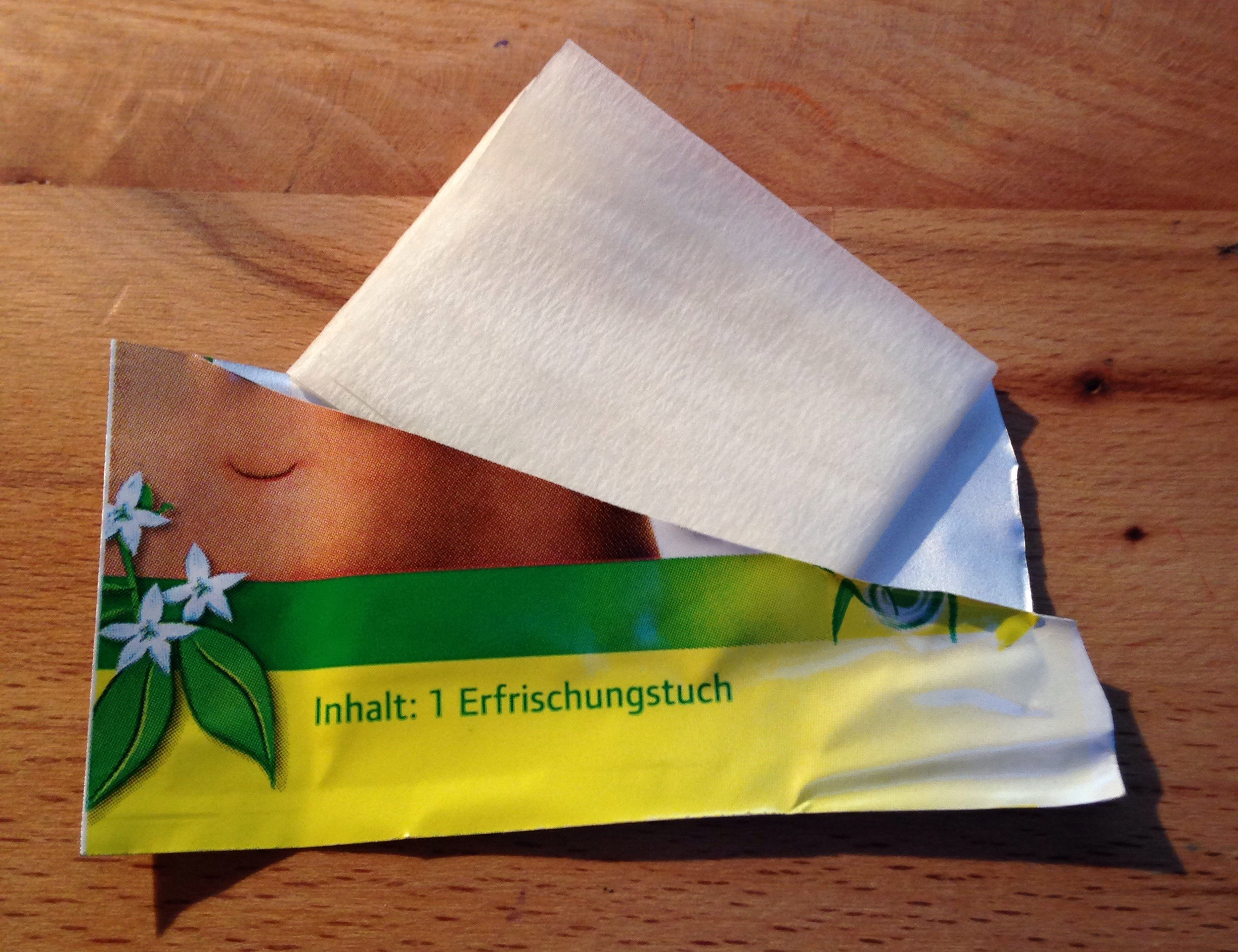
個別包装を開封し取り出したウェットティッシュ。

ウェットティッシュ、もしくはウェットワイプ (英: Wet wipe) は、難水溶性のティッシュペーパー（不織布）にアルコールないし次亜塩素酸ナトリウムなどの水溶液を含ませたもの。主に衛生用の日用品で、人体や器物の表面をぬぐうことで汚れを取り除くものだが、場合によっては雑菌を殺菌する効果が期待されて利用される。

## 特徴

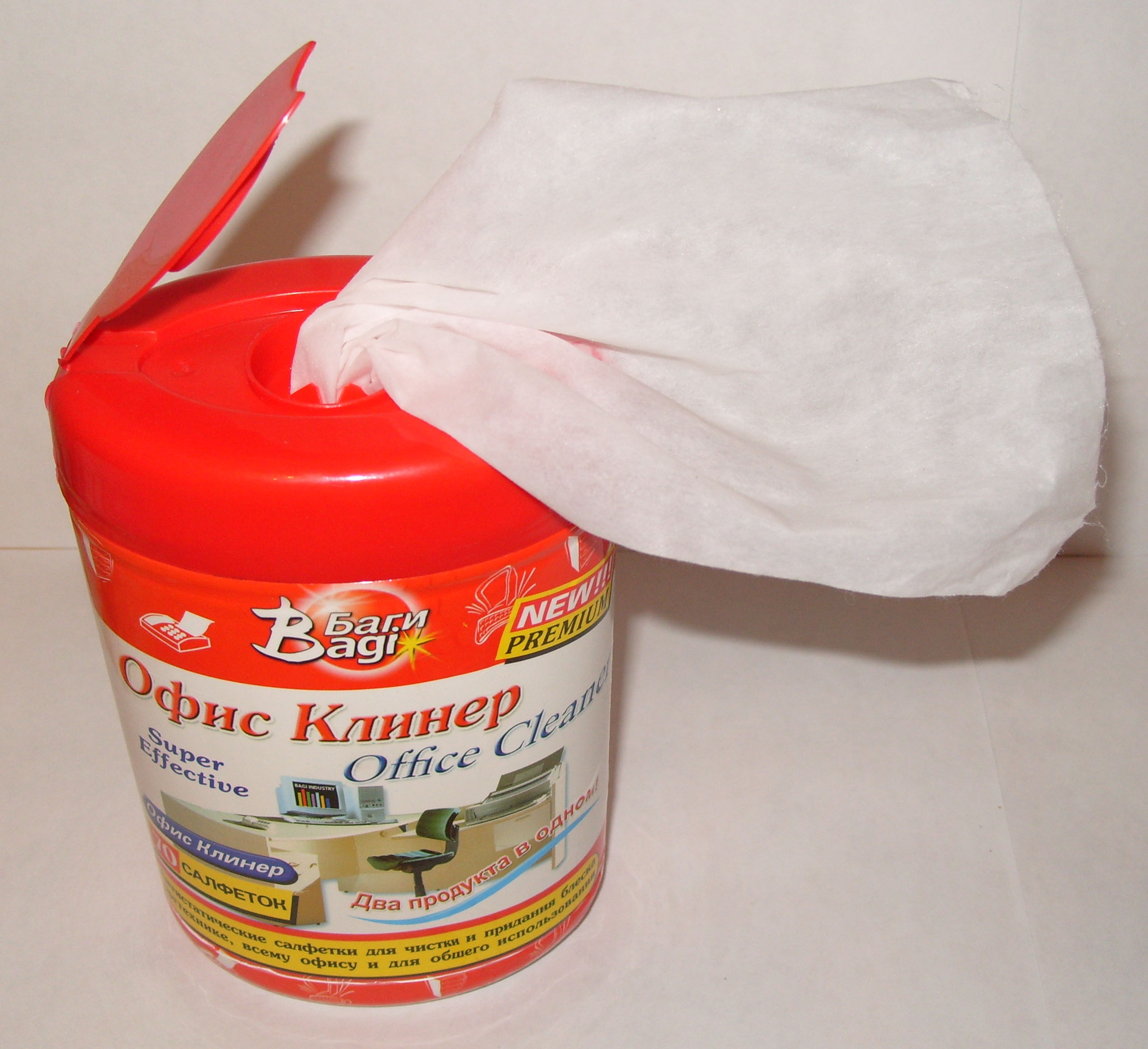
円筒形状容器に収められたウェットティッシュ。

ウェットティッシュは、ティッシュペーパーの簡便さと、濡れおしぼりの清涼感を併せ持つものである。
いわゆるティッシュペーパーは、紙を合成樹脂で加工して難水溶性を持たせてあるが、特にウェットティッシュでは合成繊維をシート状にした厚手で柔らかい風合いの不織布が用いられ、また含ませてある液体が乾かないようプラスチック製の容器かプラスチックフィルムのバッグなどの密閉パッケージに収められている。
日本衛生材料工業連合会の定義によればレーヨンやポリエステルの不織布に同連合会の自主基準で定めるところの成分液を含ませたものとされ、手や皮膚を清潔にするものとされる。このため、前出の掃除用の製品（一種の使い捨てとなる雑巾）はその定義から外れる。含ませてある成分液は水を基材として防腐剤（いわゆる殺菌成分）や皮膚を保護する湿潤・保湿剤、更にぬぐった際に皮脂と汚れを取り除く洗浄剤が含まれる。このほか製品によっては清涼感を得るためのメントールなど清涼剤を用いたり、洗浄剤に工夫があったりといった独自色が見られ、洗顔料のように化粧を落とすなど目的別に工夫の見られる製品も存在する。
なお殺菌に特化した製品も見られるが、本来ウェットティッシュそのものには殺菌と呼べるほどの力は無く、もっぱら製品として腐敗することを防ぐ程度の濃度でしかないというのが日本衛生材料工業連合会の説明中に見られる。アルコールを含む製品ではぬぐった際にアルコールの蒸発に伴う清涼感があるが、アルコール分は皮脂を取り除く洗浄剤であり、注射に際して注射針を刺す前に殺菌目的で用いられる衛生材料のアルコール綿のような純度の高いエタノールが使われているわけではない。専ら化粧品に準じて皮膚に触れていてもトラブルを起こさないような成分に限定されている。
ウェットタオルはウエットティッシュを大判化したもので、手や顔などのほか、体をぬぐうために利用される。疾病など入浴が制限される場合などに利用されるほか、戸外での汗をかいた際に体をぬぐうための製品も見られ、後者は特に清涼感に特化した製品が見られる。前者では介護に際して入浴が難しい被介護者が体を清潔にする場合に利用されるが、これに特化した製品では拭かれる側が寒くないよう、電子レンジなどで予め温めて使用する製品も見られる。
ウェットティッシュの中には、ペットあるいはコンパニオンアニマルなど動物向けに特化した製品が見られる。これらでは、消臭成分に重点が置かれているほか、毛繕いなどでまだ乾ききっていない成分液を舐めてしまっても問題ないものを使用しているとする製品が見られる。

## 類似する製品

### 紙おしぼり
使い捨て紙おしぼりは、ウェットティッシュとかなり近しい製品である。ただし食事の前に手を清潔にする（食中毒を予防する）という観点から、おしぼりの清潔さを維持する防腐剤として次亜塩素酸ナトリウムなどの殺菌剤を含む。

### おしりふき
おしりふきは主に乳幼児のおむつ替えに用いられる製品で化粧品基準に基づいて設計・製造された基布含浸型化粧品である。日本では医薬品、医療機器等の品質、有効性及び安全性の確保等に関する法律（旧薬事法）の適用を受ける製品でありウェットティッシュとは基準が異なる。ウェットティッシュには油脂の除去のためのアルコールや洗浄剤を含む製品もあるため、おむつ替えに使用すると乳児の肌を傷めるおそれがある。

### ウェット雑巾
掃除に特化したものは一種の化学雑巾（ただし化学雑巾は基本的に乾いている）であるが、化学雑巾が乾拭き（乾いた雑巾で器物を拭くこと）になるところを、ウェットタイプの製品では洗浄液が残る。このため拭く対象によって使い分ける必要があり、ガラス拭きの製品は乾いた後に洗浄液が汚れと共にふき取られやすくなり、自動車のボディを拭く製品では逆にワックス分が残るようになっており、これが塗装面を保護するようになっているが、ガラス製品に使用するとワックス分が残るなどして余計に見た目が悪くなるなどの傾向がある。自動車用の製品では、このほか芳香剤を含んだ車内用という製品も見られ、自動車内についた匂いを積極的に消す効果を謳うものもある。
殺菌効果を謳うものでは、トイレ掃除用の製品が多いが、これらは殺菌や消臭といった機能が特化してある。基本的に不織布は上に述べたとおり非水溶性であるため、このまま便器に流すとティッシュペーパー同様に詰まる原因となる。しかしトイレ用に特化した製品では、水に流すと分解される製品もあり、こちらはそのまま流しても詰まりの原因とはならないよう工夫されている。大抵は、製品のパッケージに便器に流せるかどうかの記載があるが、記載が無い製品は基本的に流さないようにすることが勧められよう。
なお、掃除用の製品は人体に使うことを前提としていないため、ウェットティッシュ全般のように使うと皮膚のトラブルを起こすことが懸念される。

## ウェットティッシュの問題点
- 多くのウェットティッシュは不溶性のため下水道に流すことができない。イギリスでは、トイレでウェットティッシュを使用する者が多く、しばしば下水管を詰まらせる原因の一つとなる。時には油脂などが加わり巨大な塊（ファットバーグ）へ成長し、除去のために多額の費用や時間を要することとなる[3]。